# Christian Mathiesen
Christian Mathiesen (20. december 1807 i København – 25. juli 1850 ved Isted) var en dansk officer.
Han var søn af sekondløjtnant ved Københavns infanteriregiment Johan Mathiesen, en født nordmand, og Magdalene Charlotte f. Colditz. 3 år gammel mistede Christian Mathiesen under tragiske omstændigheder sin fader og sit hjem, hvornæst kaptajn, siden oberst, F.C. Hagen tog ham til sig. Han kom 1823 på Landkadetakademiet, blev 1829 sekondløjtnant ved 1. livregiment til fods, 1836 premierløjtnant, 1838 forsat til oldenborgske regiment, ved Hærens omordning 1842 til 11. bataljon, 1846 til 15. bataljon. Da han i 1848 havde måttet udstede revers for at slippe bort fra Rendsborg, kom han ikke til at deltage i dette års felttog. Han forfremmedes samme år til kaptajn og efter at være ansat som kompagnichef ved 1. forstærkningsjægerkorps nævnedes han med udmærkelse for sin deltagelse i felttoget 1849, særlig i slaget ved Fredericia. 25. juli 1850 faldt han for en fjendtlig geværkugle, idet han førte sit kompagni frem til storm på Isted by.
Mathiesen havde fra ung af været kendt for sin fremtrædende faglige dygtighed og for sin bestemte, uafhængige karakter. Således havde han i 1838 haft et sammenstød ved parolen med sin regimentschef. Den krigsretssag, der rejste sig heraf, vakte megen opsigt og havde til følge, at Mathiesen blev forsat til Rendsborg. Her var han 24. marts 1848 blandt dem, der trådte skarpest op mod prinsen af Nør, da denne opfordrede garnisonens officerer til at svigte deres fane. Den anseelse, Mathiesen nød hos kammeraterne, fik et udslag ved, at der var planer oppe om at opstille ham som kandidat ved det første landstingsvalg, en ære, han dog selv frabad sig. Siden 10. december 1848 havde han levet i barnløst ægteskab med Emilie f. Møller, datter af købmand Broder Møller i Aalborg.
Han er begravet på Flensborg Gamle Kirkegård.